# 아르빈드 크리슈나
아르빈드 크리슈나(Arvind Krishna)는 인도계 미국인으로서, IBM의 CEO다. 1990년 IBM에 입사했으며, 2012년부터 CEO 직책을 맡았던 버지니아 로메티를 이어 2020년 4월 6일 CEO 직책을 이어받는다.

## 학력
아르빈드 크리슈나는 인도 공과대학교 칸푸르에서 전기공학 학사 학위를 받았고, 미국 일리노이 대학교 어배너-섐페인에서 전기 및 컴퓨터 공학 박사 학위를 받았다.

## 경력
아르빈드 크리슈나는 박사 학위를 받은 1990년 IBM에 입사하여 IBM 왓슨 연구소에서 Tivoli/보안관련 제품과 데이터베이스/웨어하우스 제품을 연구했다.
2009년 8월, IBM 정보 관리 소프트웨어의 제너럴 매니저 직을 맡았다.
2013년 1월, IBM 시스템과 공학 그룹에서 개발과 생산 분야의 제너럴 매니저직을 맡았다.
2015년 1월, IBM 연구소의 연구소장 및 수석 부사장 직위를 맡았다.
2017년 1월, IBM 하이브리드 클라우드의 수석 부사장 직위를 맡았다.
2019년 1월, IBM의 클라우드 및 인지 소프트웨어사업 담당 수석 부사장직을 맡았다.
2020년 1월, 아르빈드 크리슈나가 버지니아 로메티를 이어 IBM의 CEO로 임명받으며, 2020년 4월 6일 부로 IBM의 CEO 직책을 맡게 되었다.

## 평가
2018년 10월 28일 IBM이 40조원에 레드햇을 인수하는데 큰 기여를 했으며, 레드햇을 세계 최고의 오픈소스 엔터프라이즈 IT 소프트웨어 솔루션 및 서비스 제공 업체로 입지를 굳혔다.
전 IBM CEO 버지니아 로메티는 아르빈드 크리슈나가 IBM의 다음 시대에 적합한 CEO며, 인공지능, 클라우드, 양자컴퓨팅, 블록체인 같은 핵심 기술을 개발하는데 중요한 역할을 수행한 뛰어난 기술자라고 덧붙였다.